# Ceyx lecontei
Ceyx lecontei е вид птица от семейство Alcedinidae.

## Разпространение
Видът е разпространен в Ангола, Габон, Гана, Гвинея, Екваториална Гвинея, Камерун, Република Конго, Демократична република Конго, Кот д'Ивоар, Либерия, Нигерия, Сиера Леоне, Судан, Уганда, Централноафриканската република и Южен Судан.